# Jurswailly Luciano
Jurswailly Luciano, auch Ailly Luciano, (* 25. März 1991 in Willemstad, Curaçao, Niederländische Antillen) ist eine niederländische Handballspielerin.

## Karriere
Jurswailly Luciano spielte in den Niederlanden bei Van der Voort/Quintus. 2011 wechselte die 1,71 Meter große Rechtsaußen zum französischen Erstligisten Metz Handball, mit dem sie 2013 Meisterschaft und Pokal gewann, sowie das Finale des EHF-Pokals erreichte, wo man dem dänischen Verein Team Tvis Holstebro unterlag. Eine Saison später gewann sie erneut die Meisterschaft. Weiterhin gewann sie 2015, 2017 und 2019 den französischen Pokal sowie 2016, 2017, 2018 und 2019 die französische Meisterschaft. Im Sommer 2021 beendete sie ihre Karriere. Im Mai 2024 gab sie ihr Comeback beim niederländischen Erstligisten Garage Kil/Volendam.
Luciano bestritt 56 Länderspiele für die niederländische Nationalmannschaft, in denen sie 115 Tore erzielte. Sie nahm an der  Weltmeisterschaft 2013 in Serbien teil. Weiterhin nahm sie an den Olympischen Spielen 2016 in Rio de Janeiro teil.